# Clive Lloyd
Clive Hubert Lloyd est un joueur de cricket guyanien né le 31 août 1944 à Georgetown, international au sein de l'équipe des Indes occidentales. Ce batteur dispute 110 test-matchs entre 1966 et 1985 et 87 rencontres au format One-day International entre 1973 et 1985.
De 1974 à sa retraite internationale, Lloyd est capitaine de l'équipe des Indes occidentales. Cette période marque l'ascension puis la domination du cricket mondial par cette sélection, remportant notamment les deux premières Coupes du monde de l'histoire, en 1975 et en 1979 et réalisant une série de vingt-sept test-matchs sans défaite. Lloyd est également le premier joueur des Indes occidentales à passer la barre des cent test-matchs.

## Bilan sportif

### Principales équipes
|                                | Test                  | ODI                   |
| ------------------------------ | --------------------- | --------------------- |
| Indes occidentales             | 1966-1985             | 1973-1985             |
|                                | First-class           | List A                |
| Guyane britannique puis Guyana | 1963-1964 - 1982-1983 | 1972-1973 - 1982-1983 |
| Lancashire                     | 1968 - 1986           | 1969 - 1986           |

## Honneurs
- Un des cinq Wisden Cricketers of the Year de l'année 1971.
- Membre de l'ICC Cricket Hall of Fame depuis 2009 (membre inaugural)[1].

### Biographie
- (en) Michael Manley, A History of West Indies cricket, Londres, Deutsch, 1988 (réimpr. Andre Deutsch, édition révisée par Donna Symmonds, 2002), 620 p. (ISBN 978-0-233-05037-9, LCCN 2007532437)
- (en) Simon Lister, Supercat : The Authorised Biography of Clive Lloyd, Bath, Fairfield Books, 2007, 224 p. (ISBN 978-0-9544886-7-3, OCLC 277122614)